# Roja D'En Bardina
Roja D'En Bardina es un cultivar de higuera de tipo higo común Ficus carica, bífera (con dos cosechas por temporada, brevas e higos de otoño), con higos de epidermis con color de fondo verde marronáceo, y con sobre color morado señalando las costillas y alrededor del ostiolo, cuando está totalmente maduro queda un color púrpura claro uniforme. Se cultiva en la colección de higueras de Montserrat Pons i Boscana en Llucmajor (España).

## Sinonimia
- “sin sinónimo”,[4][6][7]

## Historia
Actualmente la cultiva en su colección de higueras baleares Montserrat Pons i Boscana, rescatada de un ejemplar o higuera madre localizada en el predio de "son Granada" en la Marina de Llucmajor, en el término de Llucmajor.
La variedad 'Roja D'En Bardina' es poco conocida y cultivada, se cree que es una subvariedad de 'Roja Flor'. Mencionada por Estelrich en 1910, que ya comentaba la rareza de su cosecha, que coincidía las brevas y los higos en agosto.

## Características
La higuera 'Roja D'En Bardina' es una variedad bífera de tipo higo común de dos cosechas por temporada, las brevas y los higos de otoño. Árbol de vigorosidad mediana, y un buen desarrollo en terrenos favorables, copa redondeada de porte esparcido con ramas alargadas y follaje claro, con una notable emisión de rebrotes. Sus hojas son de 5 lóbulos en su mayoría, y pocas de 3 lóbulos (40%). Sus hojas con dientes presentes márgenes serrados ondulados irregulares. 'Roja D'En Bardina' tiene un desprendimiento de higos elevado, con un rendimiento productivo mediano y periodo de cosecha medio. La yema apical cónica de color verde amarillento.
Los frutos de la higuera 'Roja D'En Bardina' son frutos de un tamaño de longitud x anchura:42 x 58mm, con forma piriforme tanto en las brevas como en los higos, los higos son de tamaño mediano, sus frutos son simétricos en la forma, y uniformes en las dimensiones, bajo porcentaje de frutos aparejados y sin formaciones anormales, de unos 28,430 gramos en promedio, cuya epidermis es muy gruesa, de textura un poco áspera al tacto, de consistencia fuerte, con color de fondo verde marronáceo, y con sobre color morado señalando las costillas y alrededor del ostiolo, cuando está totalmente maduro queda un color púrpura claro uniforme. Ostiolo de 1 a 3 mm con escamas pequeñas moradas. Pedúnculo de 3 a 6 mm cilíndrico verde morado. Grietas ausentes o reticulares muy finas. Costillas muy marcadas. Con un ºBrix (grado de azúcar) de 23 de sabor dulce, cuando está madura, con color de la pulpa roja un poco ácida. Con cavidad interna pequeña o ausente, con aquenios pequeños en tamaño y en poca cantidad. Los frutos maduran con un inicio de maduración de las brevas el 6 de agosto y de los higos sobre el 18 de agosto a 28 de septiembre. Cosecha con rendimiento productivo elevado, y periodo de cosecha medio.
Se usa en alimentación humana en fresco. Buena abscisión del pedúnculo y buena facilidad de pelado. De consistencia fuerte son muy resistentes al transporte, y bastante susceptibles al agriado, y resistentes a la apertura del ostiolo. Con gran susceptibilidad al desprendimiento del árbol cuando madura.

## Cultivo
'Roja D'En Bardina', se utiliza en alimentación humana en fresco. Se está tratando de recuperar de ejemplares cultivados en la colección de higueras baleares de Montserrat Pons i Boscana en Llucmajor.